# TSF Esslingen
Die TSF Esslingen war ein Sportverein in Esslingen am Neckar.

## Geschichte
Der Verein wurde 1845 als Esslinger Männer-Turnverein gegründet. Im Laufe der Jahre wurde dieser mehrfach umbenannt. Die letzte Namensänderung ergab sich aufgrund einer Fusion am 19. Februar 1965, bei der sich die Sportfreunde Esslingen und der TSV Esslingen zum TSF Esslingen zusammenschlossen.
1999 schloss sich der Verein mit dem VfL Post Esslingen zum SV 1845 Esslingen zusammen.

### Fußballabteilung
Die erfolgreichste Zeit der Fußballer waren die 1960er Jahre, als die Mannschaft in der Amateurliga Nordwürttemberg spielte. Nachdem 1963 der Aufstieg in die seinerzeit dritthöchste Spielklasse gelungen war, wurden die Sportfreunde bereits zwei Jahre später Vizemeister hinter den Amateuren des VfB Stuttgart. Da die VfB-Amateure nicht aufstiegsberechtigt waren, durfte stattdessen der TSF Esslingen an den Aufstiegsspielen teilnehmen. Dort konnte sich das Team jedoch nicht durchsetzen. 1968 erreichte die Mannschaft am Ende der Saison den ersten Tabellenrang. Dieser erste Platz bedeutete, dass die TSF an der Aufstiegsrunde zur Regionalliga Süd teilnehmen durfte und gegen den Sieger der 1. Amateurliga Schwarzwald/Bodensee, den FC Wangen 05, um die Württembergische Amateurmeisterschaft antreten musste. Den Titel Württembergischer Amateurmeister sicherte sich dann der FC Wangen, welcher die Esslinger mit 3:0 besiegte. In der Aufstiegsrunde zur Regionalliga Süd belegten die Sportfreunde hinter dem VfL Neckarau mit nur 1 Punkt Rückstand den 2. Platz. Damit verpasste Esslingen erneut den Aufstieg in die Zweitklassigkeit. In den folgenden Jahren gelangen nur noch Plätze im hinteren Mittelfeld und 1972 stieg der Klub als Tabellenletzter aus der Liga ab. Als Absteiger wurde in der 2. Amateurliga Württemberg knapp hinter dem SSV Aalen der Klassenerhalt verpasst und der Verein wurde in die unteren Amateurligen durchgereicht.

### Andere Sportarten
Bei den Olympischen Spielen 1904 erturnte sich das Vereinsmitglied Adolf Spinnler einen Olympiasieg im Neunkampf und holte zudem eine weitere Bronzemedaille.
Der für den Vorläuferverein TSV Esslingen startende Langstreckenläufer Otto Eitel wurde 1940 und 1949 Deutscher Meister über 5000 Meter. 1942, 1946, 1947, 1948 und 1949 gewann er die deutsche Meisterschaft über 10.000 Meter sowie 1949 und 1950 die Meisterschaft im Crosslauf. Helmut Gude gewann 1951 und 1952 die deutsche Meisterschaft im 3000-Meter-Hindernislauf und nahm in dieser Disziplin an den Olympischen Sommerspielen 1952 teil, wo er Achter wurde. Mit Eitel und Gude gewann der TSV Esslingen 1950 auch die deutsche Mannschaftsmeisterschaft im Crosslauf und erreichte 1949 und 1951 den zweiten Platz.
Die Feldhandball-Abteilung der Männer des Vorläufervereins TSV Esslingen spielte bis 1933 in der Deutschen Turnerschaft und qualifizierte sich 1927, 1929, 1930, 1932 und 1933 für die Deutsche Feldhandball-Meisterschaft. 1933 erreichte Esslingen das Finale, welches gegen die ATG Gera mit 3:4 verloren ging. Nach Machtübernahme der Nationalsozialisten im Jahr 1933 wurde die Deutsche Turnerschaft aufgelöst, der Spielbetrieb im Feldhandball fand fortan in 16 regionalen Gauligen statt. Der TSV Esslingen spielte ab 1933 in der Handball-Gauliga Württemberg und konnte diese 1934, 1943 und 1944 gewinnen, wodurch sich der Verein in diesen Jahren ebenfalls für die Deutsche Feldhandball-Meisterschaft qualifizierte.
1995 erreichte die Fechtabteilung beim Deutschlandpokal in Alsfeld in der Disziplin "Säbel" den 2. Platz hinter der SV Böblingen.